# 徳川家正
德川 家正（とくがわ いえまさ、1884年（明治17年）3月23日 - 1963年（昭和38年）2月18日）は、日本の外交官・政治家。新字体で徳川 家正とも表記される。徳川宗家第17代当主。第16代当主・徳川家達の長男。位階・勲等・爵位は正二位勲一等公爵。最終学歴は東京帝国大学法科大学政治科卒業。称号（学位）は法学士。
戦前にカナダ公使、トルコ大使など官職を務め、父・家達の死後に家督を継いで襲爵し、貴族院議員となる。戦後は第13代にして最後の貴族院議長を務めた。その他の主な公職及び役職としては、社団法人全国治水砂防協会会長、日土協会会長、恩賜財団同胞援護会会長などを歴任した。

## 来歴

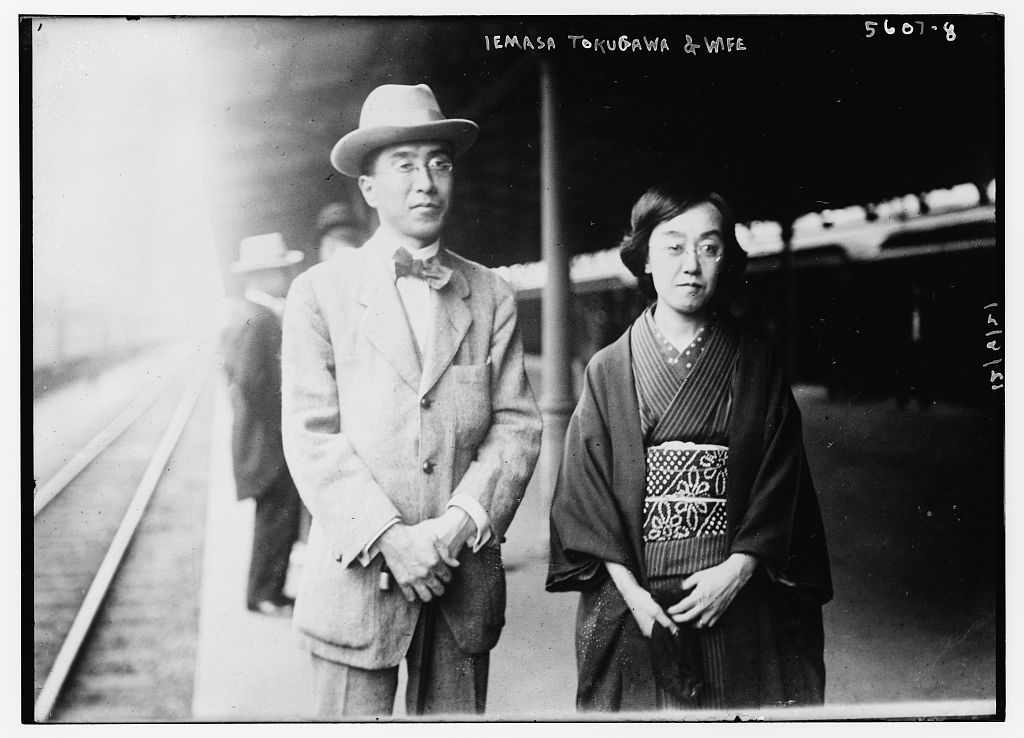
徳川家正と徳川正子（1921年）

1884年（明治17年）3月23日、徳川家達の長男として東京府南豊島郡千駄ヶ谷村（現：東京都渋谷区千駄ヶ谷）で生まれる。1909年（明治42年）東京帝国大学法科大学政治科を卒業する。同年外務省に入省し外交官補となる。1925年（大正14年）シドニー総領事、1929年（昭和4年）カナダ公使、1934年（昭和9年）トルコ大使となる。1937年（昭和12年）に外務省を退官した。
1940年（昭和15年）7月15日、父の薨去に伴い公爵を襲爵し、貴族院議員となる（火曜会所属）。1946年（昭和21年）に最後の貴族院議長に就任し（最後の貴族院副議長は一橋徳川家の徳川宗敬）、貴族院と華族制度の廃止を見届けた。
1963年（昭和38年）2月18日午後6時、心臓病のため東京都渋谷区大山町1064番地の自宅で死去。満78歳没。墓所は寛永寺。正二位に叙され勲一等旭日大綬章を追贈される。また貴族院の後身である参議院を代表して参議院議長の重宗雄三からは、最後の貴族院議長として憲政の発展に尽くした功績を称える弔詞が贈られた。

## 栄典
- 1904年（明治37年）3月30日 - 従五位[5]
- 1908年（明治41年）4月10日 - 正五位[6]
- 1911年（明治44年）8月24日 - 勲六等瑞宝章[7]
- 1912年（大正元年）8月1日 - 韓国併合記念章[8]
- 1914年（大正3年）4月20日 - 従四位[9]
- 1916年（大正5年）4月1日 - 勲五等双光旭日章[10]
- 1918年（大正7年）3月4日 - 勲四等瑞宝章[11]
- 1920年（大正9年）11月1日 - 旭日小綬章[12]
- 1922年（大正11年）4月29日 - 正四位[13]
- 1925年（大正14年）11月25日 - 勲三等瑞宝章[14]
- 1929年（昭和4年）7月15日 - 従三位[15]
- 1932年（昭和7年）11月19日 - 勲二等瑞宝章[16]
- 1934年（昭和9年）12月28日 - 正三位[17]
- 1940年（昭和15年）8月15日 - 紀元二千六百年祝典記念章[18]
- 1942年（昭和17年）8月26日 - 紺綬褒章[19]
- 1944年（昭和19年）10月16日 - 従二位[20]
- 1963年（昭和38年）2月18日 - 正二位勲一等旭日大綬章

外国勲章佩用允許
- 1911年（明治44年）10月5日 - イギリス帝国：イギリス皇帝皇后両陛下戴冠紀念章[21]
- 1919年（大正8年）2月21日 - イギリス帝国：ブリティッシュエンパイア第四等勲章[22]
- 1921年（大正10年）5月21日 - 中華民国：二等大綬嘉禾章[23]
- 1929年（昭和4年）7月22日 - イギリス帝国：ヴィクトリア勲章ナイトコマンダー[24]
- 1941年（昭和16年）12月9日 - 満洲帝国：建国神廟創建紀念章[25]

## 家族

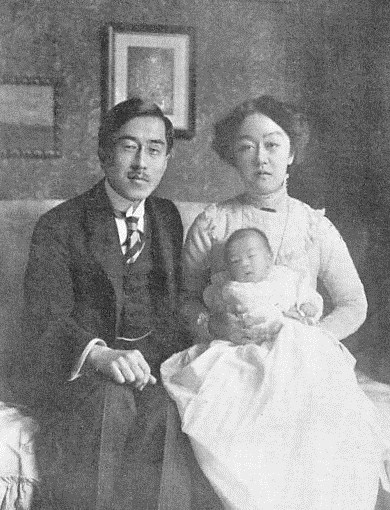
徳川家正一家（左が家正、右が正子）

妻は薩摩藩主島津忠義の十女・正子（なおこ）で、その結婚は2人が誕生する前に、13代将軍徳川家定の正室であった天璋院の遺言によって既に決められていた。また、忠義の五女・知子と再婚した叔父の徳川達孝とは義兄弟の間柄でもある。
家督については、長男の家英（いえひで）が先立って死去したため、徳川宗家の断絶を恐れた家正は長女の豊子と会津松平家の松平一郎との間に生まれた次男の恒孝を養子とし、家正死後に恒孝が徳川宗家第18代当主となった。なお、恒孝の父方の祖父である松平恆雄は第1回参議院議員通常選挙に当選し、第1回国会の議長選挙で初代参議院議長に選出されている。
- 父：徳川家達
- 母：徳川泰子
- 妻：徳川正子（島津忠義十女）
  - 長男：家英（1912年（明治45年）1月11日 - 1936年（昭和11年）9月28日）[注釈 1]
  - 長女：豊子（松平一郎夫人）
  - 次女：敏子（上杉隆憲夫人）
  - 三女：順子（保科光正夫人）[28]
  - 養子：徳川忠永（松平慶民の次男、のちに縁組解消）
  - 養子：徳川恒孝（長女・豊子と松平一郎の次男）

## 著書
- 『結婚礼法と仲人の心得』有紀書房 1968